# Čertova hora u Vráže
Čertova hora u Vráže je přírodní rezervace nacházející se v lesích přibližně 1,7 km západně od středu obce Vráž v okrese Písek, která je chráněna pro přirozený smíšený porost dubu, lípy a buku vytvářející starý les s bohatou květenou a velkým výskytem mravenišť mravence lesního menšího a aviofauny. Rezervace se rozkládá na severozápadním svahu 513 metrů vysokého stejnojmenného kopce, Čertově hory. Rezervací prochází modrá turistická značka vedoucí okruhem z obce Vráže přes rezervaci zpět do Vráže.
Rezervace leží v nadmořské výšce 484–530 metrů a vyhlášena byla 1. února 1986. Rozkládá se na území s rozlohou 13,73 hektaru..

## Historie
Do 18. století probíhala na lokalitě toulavá těžba dřeva, kdy byly nahodile poráženy stromy. Od této doby se pak les vyvíjel do současné podoby, nicméně na lokalitu v rámci snahy o zalesnění byl vysázen smrk ztepilý (Picea abies) a borovice lesní (Pinus sylvestris). Borovice byla do současnosti vytěžena a u smrku jsou snahy o jeho vytěžení taktéž.
Přírodní rezervace Čertova hora u Vráže byla vyhlášena vyhláškou Okresního národního výboru v Písku dne 4. prosince 1985 s datem účinnosti předpisu od 1. února 1986.

## Přírodní poměry
Chráněné území se nachází v okrese Písek v jižních Čechách v lesích přibližně 1,7 km západně od středu obce Vráž. Rezervace o rozloze 13,73 ha má vyhlášené ochranné pásmo o velikosti 55,95 ha. se tak nachází obklopena lesními pozemky a je součástí ptačí oblasti Údolí Otavy a Vltavy. Nachází se v okolí stejnojmenného vrchu Čertova hora, která se nachází v jihovýchodní části rezervace a kde se taktéž nachází nejvyšší místo rezervace. Oproti tomu nejnižší místo rezervace leží v severovýchodní části oblasti. Celá oblast se pohybuje v nadmořské výšce 480–530 metrů.
Oblast spadá z geomorfologického hlediska do provincie Česká vysočina, soustavy Česko-moravské, podsoustavy Středočeské pahorkatiny, oblasti Blatenské pahorkatiny a okrsku Horažďovické pahorkatiny. Klimaticky spadá oblast přírodní rezervace do mírně teplé oblasti typu MT11, pro který je charakteristické dlouhé, teplé a suché léto a krátká, mírně teplá, ale velmi suchá zima s 50 až 60 dny pod sněhem. Roční úhrn srážek nepřesahuje obvykle 600 mm a průměrná teplota se pohybuje okolo 7 °C.

### Geologie
Na většině lokality tvoří podloží kataklastická biotitická a dvojslídná žula, nicméně v severovýchodní části lokality se nachází usměrněný amfibol-biotitický a biotitický granodiorit červenského typu. Tyto horniny vystupují ve vrcholové partii na povrch, kde je možné pozorovat zvětralé balvanovité bloky.
Půdní profil je tvořen převážně kambizemí modální, ale v západní části oblasti, kde se vyskytuje více vlhkosti, se nachází kambizem oglejená až glej modální.

### Hydrologie
Jihovýchodní část území je odvodňována bezejmenným potokem vycházejícím ze dvojice malých jezírek (nazývaných „Jezírka lásky“), které se nachází přibližně 200 metrů od rezervace jihovýchodním směrem. Tento bezejmenný potok se vlévá do Jesenického potoka, který se následně vlévá do řeky Lomnice a ta později do řeky Otavy a ta následně do řeky Vltavy. Oproti tomu severozápadní část území je odvodňována jiným bezejmenným potokem, který se ale taktéž později vlévá do Jesenického potoka.

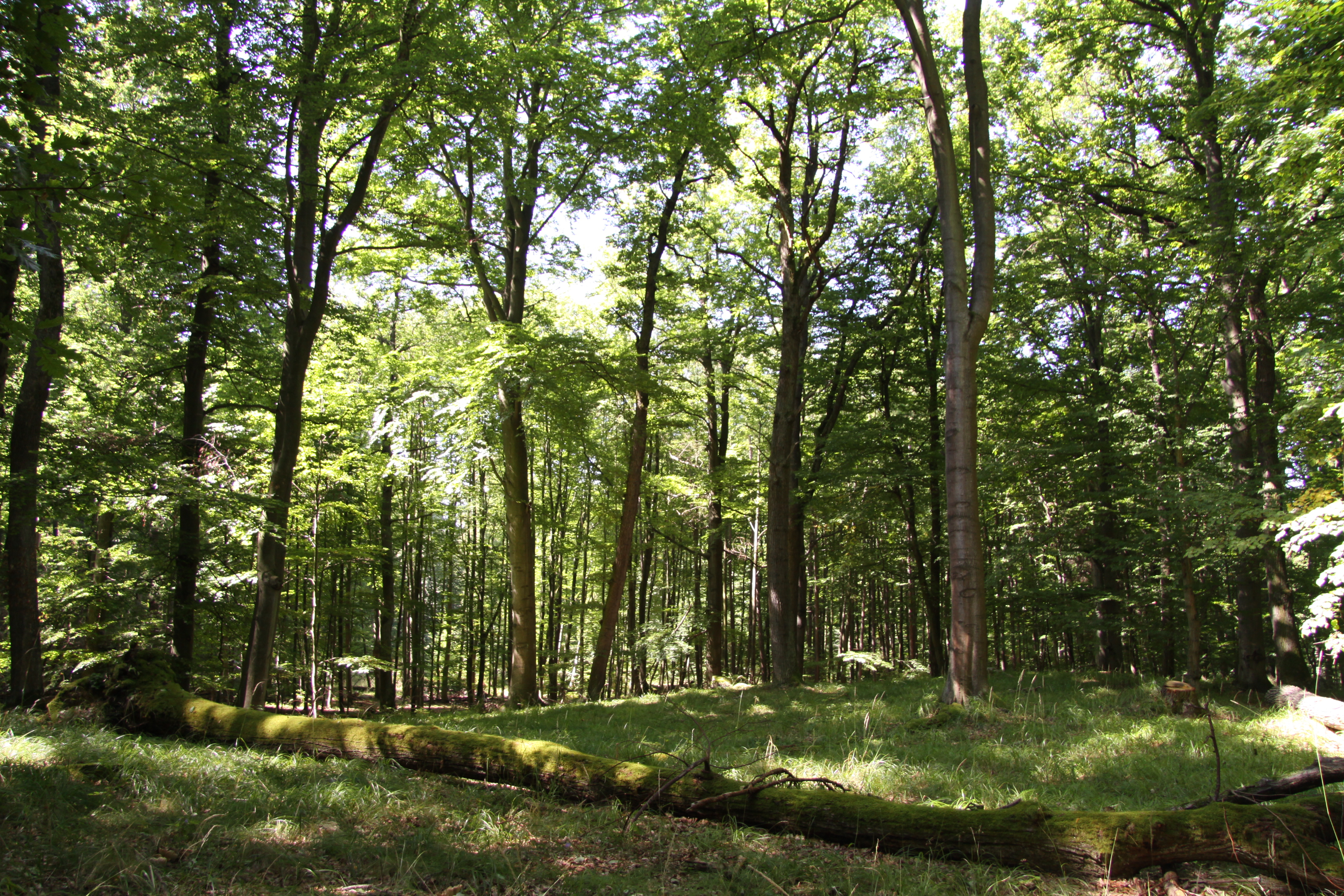
Padlé stromy se nechávají v oblasti tlít

### Flora
Přirozené smíšené porosty představují fytocenologicky nevyhraněná lesní společenstva. Z celkové výměry chráněného území připadá 100 % rozlohy na svaz Fagion, respektive podsvaz Eu-Fagenion odpovídající porostu květnaté bučiny. Nicméně oblast oblého vrcholu se nachází bikové bučiny (Luzulo-Fagion) a doubravy (Genisto germanicae–Quercion). Stromové patro rezervace je tvořeno převážně bukem lesním (Fagus sylvatica), hojně je přimíchána lípa malolistá (Tilia cordata) s vtroušeným habrem obecným (Carpinus betulus). V jižní části rezervace, kde jsou mělčí půdy, roste i dub zimní (Quercus petraea). Oproti tomu v západní části rezervace roste mladší nepůvodní smrk ztepilý (Picea abies), kterému vyhovují zdejší vlhčí půdy. Věková skladba lesního porostu je značně různorodá, od 30 do 220 let starých stromů se značným samozmlazováním porostu.
Pod stromovým patrem se v bylinném patře daří zástupcům druhů, jako je například černýš luční (Melampyrum pratense), šťavel kyselý (Oxalis acetosella), lecha jarní (Lathyrus vernus), žindava evropská (Sanicula europaea), pstroček dvoulistý (Maianthenum bifolium), sasanka hajní (Anemonoides nemorosa), zvonek broskvolistý (Campanula persicifolia), jaterník trojlaločný (Hepatica nobilis), konvalinka vonná (Convallaria majalis) či třtina rákosovitá (Calamagrostis arundinacea). V oblasti balvanitého hřebenu, kde se nachází dub zimní, roste kostřava různolistá (Festuca heterophyla), dále na lokalitě roste taktéž hrachor černý (Lathyrus niger), kokořík vonný (Polygonatum odoratum), či řeřišnice nedůtklivá (Cardamine impatiens).

### Fauna
V ochranném pásmu přírodní rezervace je významný výskyt mravenišť mravence lesního menšího (Formica polyctena), kteří vytváří charakteristická kupovitá hnízda. Na začátku 90. let 20. století byla tato hnízda častým cílem lovců mravenčích kukel, kteří je následně prodávali do chovů. Tím docházelo k výraznému ničení zdejší populace. Mezi další významné bezobratlé živočichy patří zástupci mrvnatky (Ischiolepta denticulata) jinak známá v Čechách jen z historických nálezů, bedlobytky (Palaeodocosia janickii), zelenušky (Oscinisoma cognatum) či ploštice síťnatka (Acalypta parvura).

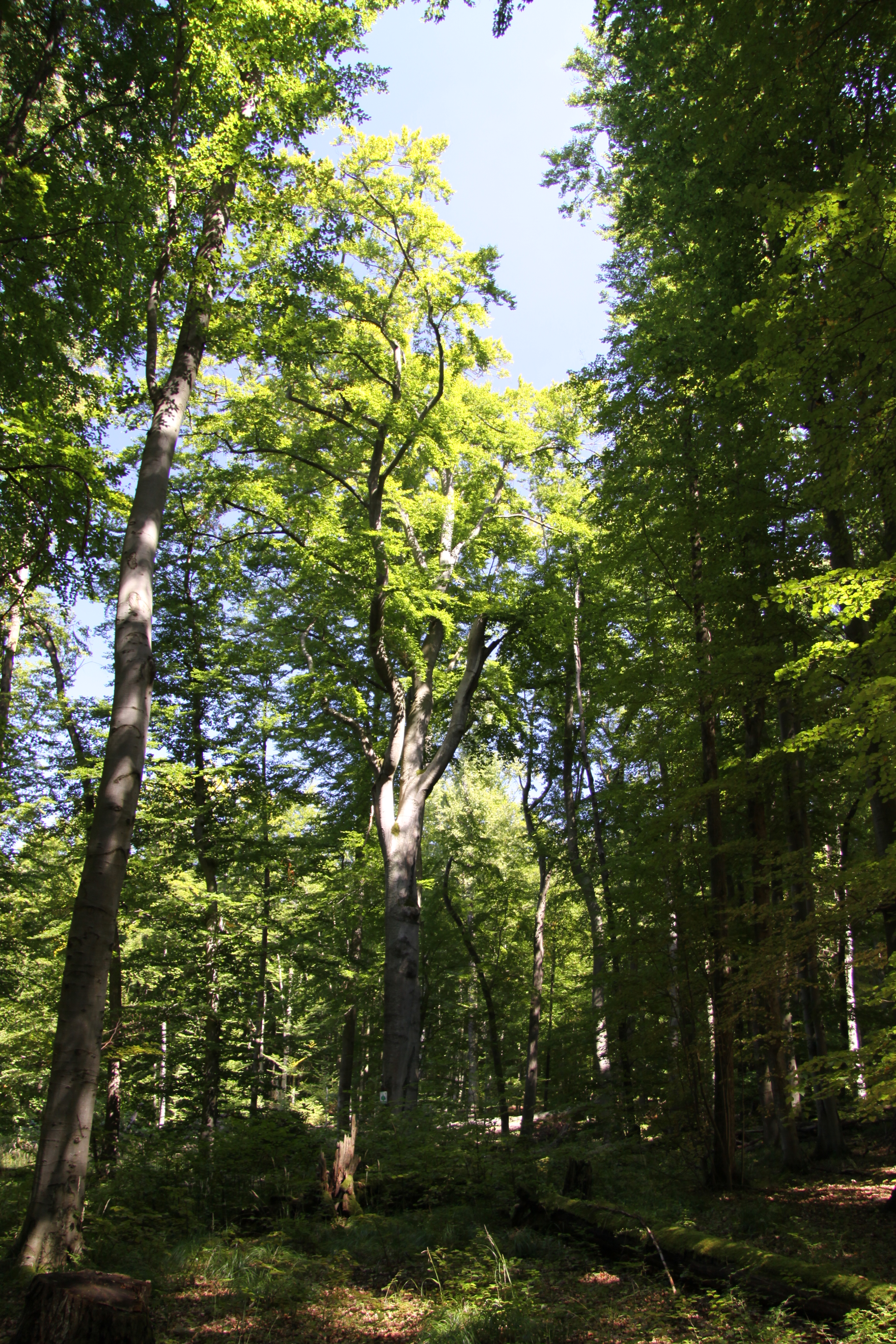
Vzrostlý les v chráněném území

Z roku 1995 pochází záznam o výskytu dvou obojživelníků, konkrétně se jednalo o skokana zeleného (Rana esculenta) a ropuchu obecnou (Bufo bufo). Nicméně výzkum lokality z roku 2008 jejich výskyt nepotvrdil. Ze zástupců plazů se zde nachází například slepýš křehký (Anguis fragilis) či ještěrka obecná (Laceta agilis).
Lokalita je relativně bohatá na ptačí druhy. Průzkum z roku 2008 odhalil, že se zde nachází 39 druhů ptactva, z toho 34 na lokalitě hnízdících. Byli pozorování zástupci evropsky významných druhů ptáků a to konkrétně výr velký (Bubo bubo) a kulíšek nejmenší (Glaucidium passerinum). Dále se zde vyskytuje lejsek šedý (Muscicapa striata), strakapoud prostřední (Dendrocopos medius), lejsek malý (Ficedula parva), holub doupňák (Columba oenas), či krahujec obecný (Accipiter nisus).
Ze savců bylo v rezervaci pozorováno celkem 12 druhů, z čehož v jednom případě se jednalo o zástupce letců, silně ohroženého netopýra stromového (Nyctalus leisleri). Dalších 5 druhů připadá na běžné hlodavce (např. ohrožená veverka obecná (Sciurus vulgaris)) a zbylých 6 druhů na střední a velké savce.

## Ochrana
V rámci ochranářského managmentu lokality je cílem dlouhodobé péče zachování a zlepšení stavu přirozeného lesního společenstva květnatých bučin. V rámci této péče je cílem rozmělnit věkovou stavbu lesa s čímž souvisí i výšková rozmanitost stromů. V průběhu opatření se plánuje vymýtit nepůvodní smrk ztepilý (Picea abies) a na jeho místo vysázet dřeviny blízké původnímu složení lesního společenství. Tak jako na jiných lokalitách, například v přírodní rezervaci Habry, je taktéž potřeba snížit tlak divoké zvěře na zmlazující se porosty, jelikož zvěř často okusuje mladé stromky a tím brání v přirozené obměně lesa. Sprákatá zvěr má v okolí lokality vysoké stavy, což má na lokalitu negativní dopad, což vedlo k oplocení západní části rezervace. Tím by se mělo zamezit vstupu zvěře do této oblasti a tím umožnit zmlazování porostu.

## Turismus
Místo přírodní rezervace je přístupné po modré turistické značce tzv. „lázeňského okruhu“ (procházející po jižním okraji území), která začíná a končí v obci Vráž u místních lázní. Na tomto okruhu je umístěn i dřevěný vyhlídkový altán na jihovýchodním okraji území. Nicméně skrze území vede i několik neznačených lesních cest, po kterých je území snadno a dobře dostupné.